# Telões (Amarante)
Telões é uma povoação portuguesa sede da Freguesia de Telões do Município de Amarante, freguesia com 14,47 km² de área e 3939 habitantes (censo de 2021), tendo, por isso, uma densidade populacional de 272,2 hab./km².

## Demografia
A população registada nos censos foi:
| Distribuição da População por Grupos Etários | Distribuição da População por Grupos Etários | Distribuição da População por Grupos Etários | Distribuição da População por Grupos Etários | Distribuição da População por Grupos Etários |
| -------------------------------------------- | -------------------------------------------- | -------------------------------------------- | -------------------------------------------- | -------------------------------------------- |
| Ano                                          | 0-14 Anos                                    | 15-24 Anos                                   | 25-64 Anos                                   | > 65 Anos                                    |
| 2001                                         | 947                                          | 716                                          | 2337                                         | 535                                          |
| 2011                                         | 711                                          | 542                                          | 2327                                         | 652                                          |
| 2021                                         | 463                                          | 510                                          | 2173                                         | 793                                          |

## Galeria de imagens

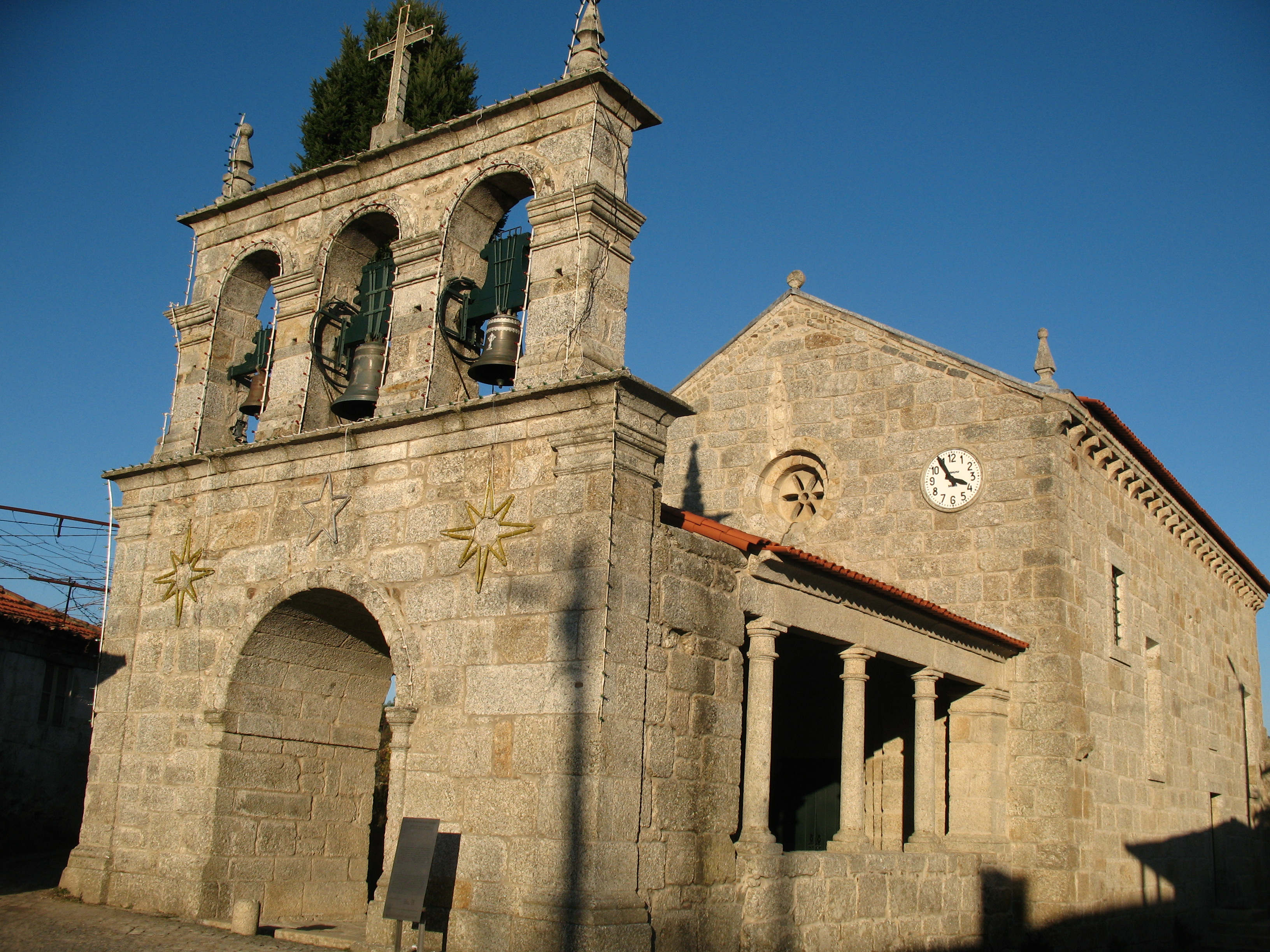
Igreja Românica de Telões Vista Poente

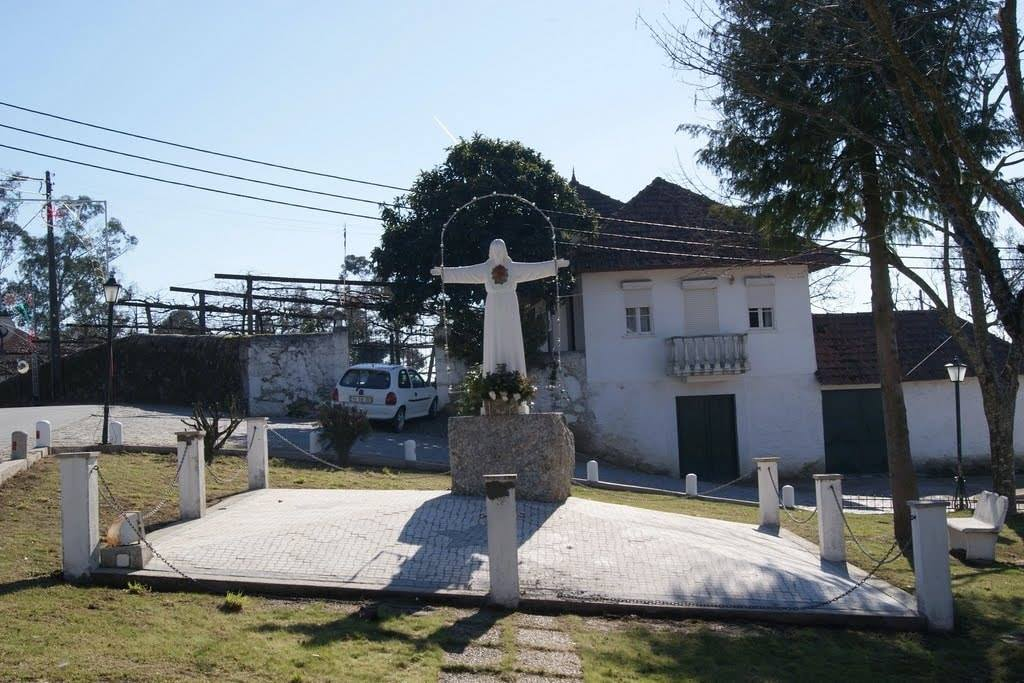

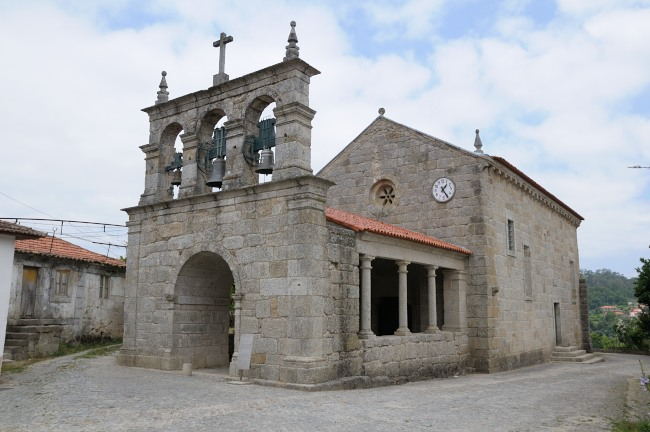
Igreja de Santo André de Telões

## Património
- Igreja de Santo André (Amarante)